# La Rioja (provincie van Argentinië)
La Rioja is een provincie van Argentinië en ligt in het westen van het land. De provincie grenst aan volgende andere provincies, vertrekkende van het noorden en draaiend met de klok: Catamarca, Córdoba, San Luis en San Juan. In het westen grenst de provincie aan Chili.
De provinciale hoofdstad is de gelijknamige stad La Rioja.

## Departementen
De provincie is onderverdeeld in achttien departementen (departamentos):

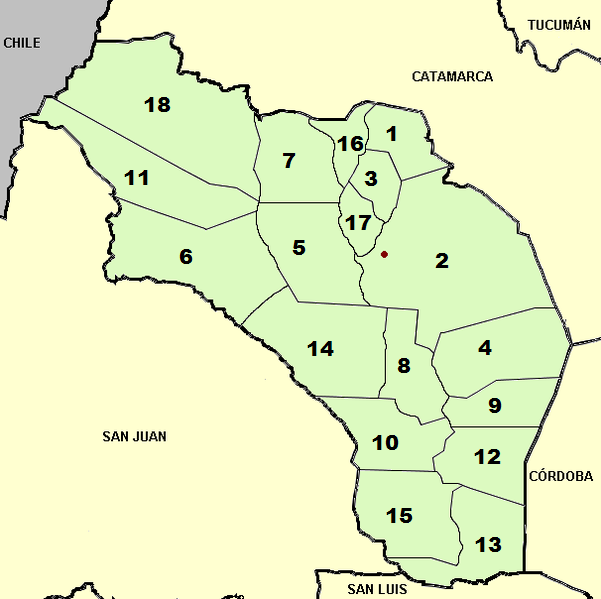
Bestuurlijke indeling van de provincie La Rioja en haar hoofdstad

| Nr. | Departement | Departement                    | Hoofdplaats                | Inwoners | Oppervlakte |
| --- | ----------- | ------------------------------ | -------------------------- | -------- | ----------- |
| 1   |             | Arauco                         | Aimogasta                  | 13.720   | 1.992 km²   |
| 2   |             | Capital                        | La Rioja                   | 146.411  | 13.638 km²  |
| 3   |             | Castro Barros                  | Aminga                     | 4.322    | 1.420 km²   |
| 4   |             | Chamical                       | Chamical                   | 13.383   | 5.549 km²   |
| 5   |             | Chilecito                      | Chilecito                  | 42.248   | 4.846 km²   |
| 6   |             | Coronel Felipe Varela          | Villa Unión                | 9.939    | 9.184 km²   |
| 7   |             | Famatina                       | Famatina                   | 6.371    | 4.587 km²   |
| 8   |             | General Ángel Vicente Peñaloza | Tama                       | 3.127    | 3.106 km²   |
| 9   |             | General Belgrano               | Olta                       | 7.161    | 2.556 km²   |
| 10  |             | General Juan Facundo Quiroga   | Malanzán                   | 4.546    | 2.585 km²   |
| 11  |             | General Lamadrid               | Villa Castelli             | 1.117    | 6.179 km²   |
| 12  |             | General Ocampo                 | Villa Santa Rita de Catuna | 2.135    | 7.331 km²   |
| 13  |             | General San Martín             | Ulapes                     | 4.956    | 5.034 km²   |
| 14  |             | Independencia                  | Patquía                    | 2.405    | 7.120 km²   |
| 15  |             | Rosario Vera Peñaloza          | Chepes                     | 13.299   | 6.114 km²   |
| 16  |             | San Blas de los Sauces         | San Blas                   | 4.048    | 1.590 km²   |
| 17  |             | Sanagasta                      | Villa Sanagasta            | 2.165    | 1.711 km²   |
| 18  |             | Vinchina                       | Villa San José de Vinchina | 2.834    | 11.711 km²  |